# 印度选举委员会

印度选举委员会标志

印度选举委员会（英語：Election Commission of India，缩写为ECI）是根据《印度宪法》设立的宪法机构，负责印度的选举事务。该机构成立于1950年1月25日。该机构由1名首席选举委员领导，另有2名选举委员。